# Jezerane-mező
A Jezerane-mező (horvátul: Jezeransko polje), egy karsztmező Likában, Horvátországban.

## Leírása
A mező kiterjedése 9 km², hosszúsága 15,5 km, legnagyobb szélessége 1,5 km. Tengerszint feletti magassága 490 és 505 méter között váltakozik. Két részből áll, északnyugaton a 2,4 km²-es Crnac-mezőből és délkeleten a 6 km²-es Stajnicai-mezőből. A Stajnicai-mezőn ered az időszakos Jaruga-patak. A mezőn halad át a régi Jozefina út.

## Népesség
A mező két települése Jezerane és Stajnica. A mai Jezerane akkor keletkezett, amikor a 17. század végén és a 18. század elején a török veszély megszűntével katolikus horvátokkal telepítették be. Lakói a letelepítés fejében a török elleni harcokban katonai szolgálatot láttak el. A település a katonai határőrvidék részeként az otocsáni ezred brinjei századához tartozott. 1765-ben a brinjei és a jezeroi századot elválasztották az otocsáni ezredtől és az ogulini ezred parancsnoksága alá rendelték. Ez a beosztás a határőrvidékek megszüntetéséig 1881-ig fennmaradt.
Stajnica 1638 körül jött létre, amikor Albert Herberstein zenggi kapitány engedélyével a török elől menekülő vlahok telepedtek le Brinje környékén. Egykor Ostavnicának hívták, első írásos említése 1645-ben történt. Lakói a letelepítés fejében a török elleni harcokban katonai szolgálatot láttak el. A település a katonai határőrvidék részeként az otocsáni ezred brinjei századához tartozott. 1765-ben a brinjei és a jezeroi századot elválasztották az otocsáni ezredtől és az ogulini ezred parancsnoksága alá rendelték. 1881-ig volt katonai igazgatás alatt. Mai mindkét falu lakossága főként mezőgazdasággal, állattartással foglalkozik.